# Yann Tiersen
Yann Tiersen (sinh ngày 23 tháng 6 năm 1970 tại Brest) là nhạc sĩ, nhà văn và nghệ sĩ đa nhạc cụ người Pháp. Năm 2001, anh nổi tiếng toàn cầu với việc sáng tác toàn bộ phần nhạc nền cho bộ phim Le Fabuleux Destin d'Amélie Poulain, giúp anh mang về Giải César cho nhạc phim hay nhất vào năm 2002.
Thường được coi là một trong những nhạc sĩ sáng tác nhạc phim xuất sắc nhất, tuy nhiên Tiersen không muốn gò bó trong phạm vi này "Tôi không phải là một nhạc sĩ sáng tác, và cũng không có những kiến thức của nhạc cổ điển". Thực tế, những sản phẩm chính của anh, bao gồm các album phòng thu, giai điệu hòa tấu, trình diễn trực tiếp và lưu diễn, thường vô cùng phù hợp để làm nhạc phim. Bộ phim Amélie đã sử dụng những giai điệu hay nhất trích từ 3 album đầu tiên của Tiersen.

## Danh sách đĩa nhạc

### Album phòng thu
- La Valse des monstres (cùng Laurent Heudes, 1995)
- Rue des cascades (cùng Claire Pichet, François-Xavier Schweyer, 1996)
- Le Phare (cùng Claire Pichet, Dominique A, Sacha Toorop, 1998)
- L'Absente (cùng nhiều nghệ sĩ, 2001)
- Les Retrouvailles (cùng nhiều nghệ sĩ, 2005)
- Dust Lane (cùng Matt Elliott, Gaëlle Kerrien, Syd Matters, Dave Collingwood, 2010)
- Skyline (cùng nhiều nghệ sĩ, 2011)
- ∞ (Infinity, 2014)
- EULA (2016)
- All (2019)

### Soundtrack
- Amélie (cùng Ensemble Orchestral Synaxis, Christine Ott, Christian Quermalet, 2001)
- Good Bye Lenin! (Ensemble Orchestral Synaxis, Claire Pichet, 2003)
- Tabarly (cùng Marc Sens, Christine Ott, 2008)

### Album trình diễn
- Black Session: Yann Tiersen (1999)
- C'était ici (2002)
- On Tour (2006)

### Đĩa đơn
- "Comptine d'un autre été: L'après-midi" (2003)
- "Porz goret" (2016)

### DVD
- La Traversée (2005)
- On Tour (2006)